# Gut Reaction
Gut Reaction is de achttiende aflevering van het vierde seizoen van de televisieserie ER, die voor het eerst werd uitgezonden op 16 april 1998.

## Verhaal
Dr. Benton moet hardhandig ingrijpen tijdens een operatie met dr. Morgenstern. Als hij ziet dat dr. Morgenstern de fout ingaat tijdens een ingreep duwt hij hem opzij en neemt de controle over. 
Scott, de zoon van dr. Anspaugh, moet een keuze maken voor zijn ziekte: hij kan een nieuw experimenteel chemotherapie nemen of stoppen met de behandeling. Hij kiest voor de experimentele therapie, dr. Ross is bang dat hij dit doet vanwege Jeanie Boulet. Nadat Jeanie met hem gesproken heeft besluit Scott om te stoppen met zijn behandeling en staakt het gevecht tegen zijn kanker.
Dr. Del Amico wordt gevraagd of zij een beenmergdonor wil zijn voor een patiënt. Dr. Carter helpt haar door deze pijnlijke ingreep.
Hathaway krijgt te horen dat de oma van dr. Carter, Millicent Carter, stopt met het geven van geld voor haar kliniek. Dr. Carter is bang dat zij dit doet om hem te straffen, vanwege het feit dat hij haar niet ingelicht had over de drugsverslaving van zijn neef Chase. Dr. Carter zoekt haar op en confronteert haar hiermee. 
Dr. Ross behandelt een terminaal kind, dr. Greene en dr. Weaver hebben twijfels over zijn behandelwijze. Ondertussen besluit dr. Ross om voor een vaste aanstelling op de SEH te gaan. 
Dr. Greene en Jerry Markovich hebben dit jaar de eer om de jaarlijkse feestavond te verzorgen. Het loopt niet helemaal volgens planning maar op het einde heeft iedereen toch een geslaagde avond.

## Rolverdeling

### Hoofdrol
- Anthony Edwards - Dr. Mark Greene
- George Clooney - Dr. Doug Ross
- Noah Wyle - Dr. John Carter
- Frances Sternhagen - Millicent Carter
- Eriq La Salle - Dr. Peter Benton
- Laura Innes - Dr. Kerry Weaver
- Alex Kingston - Dr. Elizabeth Corday
- Maria Bello - Dr. Anna Del Amico
- Paul McCrane - Dr. Robert Romano
- John Aylward - Dr. Donald Anspaugh
- Trevor Morgan - Scott Anspaugh
- William H. Macy - Dr. David Morgenstern
- Megan Cole - Dr. Upton
- Gloria Reuben - Jeanie Boulet
- Julianna Margulies - verpleegster Carol Hathaway
- Ellen Crawford - verpleegster Lydia Wright
- Deezer D - verpleger Malik McGrath
- Bellina Logan - verpleegster Kit
- Conni Marie Brazelton - verpleegster Connie Oligario
- Laura Cerón - verpleegster Chuny Marquez
- Lily Mariye - verpleegster Lily Jarvik
- Gedde Watanabe - verpleger Yosh Takata
- Dinah Lenney - verpleegster Shirley
- Brian Lester - ambulancemedewerker Brian Dumar
- Abraham Benrubi - Jerry Markovic

### Gastrol
- Robert Ellenstein - Dr. Swanson
- John Walcutt - kankerspecialist
- Davenia McFadden - Mrs. Bevins
- Michele Morgan - Allison Beaumont
- Perry Anzilotti - Perry
- Lauri Johnson - oncologie verpleegster

en vele andere